# (12593) Shashlov
(12593) Shashlov (1999 RQ136) – planetoida z pasa głównego asteroid okrążająca Słońce w ciągu 3,71 lat w średniej odległości 2,4 j.a. Odkryta 9 września 1999 roku.